# Minderico
O minderico ou piação dos charales do Ninhou (língua dos habitantes de Minde, Código ISO 639-3 DRC), é a variante linguística falada em Minde desde o século XVIII. Inicialmente esta variante funcionava como código conhecido apenas pelos fabricantes e comerciantes das mantas de Minde. Como era utilizada apenas por um grupo restrito, era até então um sociolecto. Está ameaçado de extinção e tem duas variantes regionais: a de Minde e a de Mira de Aire (este último, menos comum, é por vezes designado calão mirense).
Fruto de uma comunidade isolada, localizada numa depressão fechada entre os Planaltos de Santo António e de São Mamede, em pleno Maciço Calcário Estremenho, o minderico, inicialmente na qualidade de língua secreta, era semelhante a variantes que encontramos noutros grupos e comunidades étnicas específicas espalhadas pelo mundo que usam "termos e expressões de defesa", isto é, palavras e expressões que permitem aos membros dessa comunidade falar entre si sem darem a conhecer o significado dessa comunicação a outros. Porém, o minderico ultrapassou as barreiras do secretismo e alargou-se não só as todos os grupos sociais da comunidade minderica como passou a ser usado em todos os contextos sociais (não só para o negócio). Esta evolução - de língua secreta a língua do quotidiano - não é exclusiva do minderico, tendo-se registado já noutras comunidades em diferentes partes do mundo.
Em muitos dos lexemas mindericos é notória a sua origem em imagens do quotidiano, que passam de forma figurativa para a linguagem, mas também, embora em menor quantidade, através de alterações do português vernáculo, não esquecendo também os desenvolvimentos propriamente mindericos. Nomes de pessoas da terra deram origem a expressões que designam profissões ou atributos humanos. O minderico é ainda hoje conhecido pela maioria da população adulta, embora por influência da alteração dos costumes, haja uma acentuada tendência para o seu desuso e esquecimento entre os mais jovens.
Existem cinco edições de um glossário minderico, onde se encontram as palavras traduzidas de português para minderico e minderico para português. A edição de 2004, a mais completa e actual, está disponível no Centro de Artes e Ofícios Roque Gameiro. O Centro Interdisciplinar de Documentação Linguística e Social (CIDLeS), um centro de investigação que se dedica ao estudo e documentação de línguas ameaçadas na Europa e ao desenvolvimento de tecnologias da linguagem para línguas menos usadas, é a instituição que tem trabalhado na documentação linguística e divulgação do minderico, bem como na sua revitalização, isto em colaboração directa com a comunidade de falantes.

## Medidas de defesa
Actualmente o minderico está a ser alvo de alguns projectos como forma de revitalização,de forma a que não caia no esquecimento. Como exemplo temos:
- Aulas de minderico no Centro de Artes e Ofícios Roque Gameiro para as várias faixas etárias.
- Criação do primeiro dicionário bilingue (com base nos glossários existentes) com explicações fonéticas, semânticas, morfosintácticas, pragmáticas e etimológicas, acompanhado de uma versão multimédia.
- Utilização do minderico em festas, celebrações de Minde e nos meios de comunicação social.
- Tradução das placas toponímicas de Minde, das ementas dos restaurantes e dos cafés.
- Projecto de documentação, sediado na Universidade de Regensburg e inserido no Programa de Documentação de Línguas Ameaçadas (DoBeS),com o apoio financeiro da Fundação Volkswagen.[3].
- Criação de um software para a aprendizagem do léxico minderico (WordByWord) já em utilização na Escola E.B. 2/3 de Minde.
- Mapa interactivo de Minde com descrições das particularidades da vila em minderico

## Palavras em minderico
abobrar - descansar;
 alexandrinas - fotografias;
  ambrosiar - pensar, cismar, achar;
 albertinas - bolachas;
 babosas - cervejas;
  badelo - língua;
  bodelha - mentira;
  borboleta - luz;
  brancano – leite;
  bruxo - computador;
  Casal Médio - Santarém;
  cabaneira - vaca;
  campinos - melões;
  carranchano - amigo;
  fusca - noite;
  gargantear – cantar;
  jordar – fazer, gastar, despejar, desperdiçar;
  latina - missa;
 Casal Grande - Lisboa;                                                                                                                                                                                                                                                                  Segundo Casal Grande - Porto;
 mioleira – testa;
  mirantar – ver, observar;
 Ninhou - Minde;
 nazaré - banho;
 neto - dinheiro;
 mané fezes - cigarro;
  patarraz da ladina - genro;
  perneiras - peúgas;
  piação - conversa;
  pirota - motorizada;
  quadrazal - mês;
  remexido - negócio;
  renhomnhom - gaita de foles ;
  rinchão - comboio;
  rodilha - sogra;
  ronquinho - surdo;
  senhor antónio - marido atraiçoado pela esposa, corno;
 sesta - semana 
 soletra - livro;
  tarrantar - dormir;
  tece-tece - Internet;
  terraizinho - criança;
 Terraizinho Judaico - Menino Jesus;
  tosadeira - boca;
  toupeira do ferreiro - charrua;
  videira - mãe;
  videiro - pai;
  vista-baixa - porco;
  Zé Pedro/Rodapé - bigode